# Алтагирський заказник
Алтаги́рський зака́зник (Алтаги́р) — загальнозоологічний заказник державного значення. Назва «Алтагир» перекладається з татарської як шість коней.
Площа природоохоронної території 950 га. Статус з 1974 р.
Заказник належить до переліку природно-заповідних територій, особливо важливих для збереження біорізноманіття Запорізької області.

## Розташування
Розташований у Якимівському районі Запорізької області, біля села Богатир, що на південний-схід від смт Якимівки в
однойменному урочищі на правому березі Молочного лиману Азовського моря.
Охороняються штучно створені серед степу (на березі Молочного лиману, на південь від гирла річки Тащенак) лісові насадження з їхньою фауною. Перші дерева висадив у 1899 році український лісівник П. М. Сивицький. Ліс виконує функцію затримання рухливих пісків.

## Рослинність
У деревостані: робінія звичайна, гледичія колюча, сосна звичайна, дуб звичайний, ясен звичайний, шовковиця біла, шовковиця чорна. У прилиманній частині поширені тамариск і маслинка вузьколиста. Трапляються види, занесені до Червоної книги України: цимбохазма дніпровська, астрагал шерстистоквітковий та ковила Лессінга.

## Тваринний світ
З тварин водяться сарна європейська та заєць-русак. Є свиня дика, лисиця, куниця кам'яна. Гніздиться багато птахів. На прольоті реєструється близько 80 видів пернатих, зокрема шуліка чорний, яструб великий, пугач (занесений до Червоної книги України). Тут в різні пори року перебуває 135 видів птахів, які в систематичному відношенні розподіляються серед таких родин та рядів: пастушкові — 44 види, кулики — 27 видів, мартини — 13 видів, гагари — 2 види, норці — 3 види, гуси — 24 види, веслоногі — 2 види, лелекоподібні — 9 видів, соколоподібні — 2 види, сиворакшеподібні — 1 вид, горобцеподібні — 8 видів. До категорії кочуючих, тобто таких, що мешкають тільки влітку, без гніздування, відноситься 17 видів: сивка морська, пісочник великий, брижач, кулик-довгоніг, кульон великий, мартин звичайний та малий, мартин тонкодзьобий, чорний та білокрилий крячки, норець чорношиїй, лебеді — шипун та кликун, гуска сіра, гоголь, крех середній та великий.